# Bei Gisingen
Bei Gisingen este o arie protejată (sit de importanță comunitară — SCI) din Germania întinsă pe o suprafață de 152 ha, integral pe uscat.

## Localizare
Centrul sitului Bei Gisingen este situat la coordonatele 49°20′45″N 6°37′49″E / 49.3458°N 6.6303°E.

## Înființare
Situl Bei Gisingen a fost declarat sit de importanță comunitară în octombrie 2000 pentru a proteja 11 specii de animale.

## Biodiversitate
Situată în ecoregiunea continentală, aria protejată conține 6 habitate naturale: Pajiști uscate seminaturale și facies de acoperire cu tufișuri pe substraturi calcaroase (Festuco-Brometalia) (* situri importante pentru orhidee), Fânețe de joasă altitudine (Alopecurus pratensis, Sanguisorba officinalis), Izvoare petrifiante cu formare de travertin (Cratoneurion), Grohotișuri medio-europene calcaroase, de la nivel colinar și montan, Pante stâncoase calcaroase cu vegetație casmofită, Păduri pe pante, grohotișuri și ravene de Tilio-Acerion.
La baza desemnării sitului se află mai multe specii protejate:
- păsări (7): porumbel de scorbură (Columba oenas), sfrâncioc roșiatic (Lanius collurio), privighetoare (Luscinia megarhynchos), grangur (Oriolus oriolus), ciocănitoare verzuie (Picus canus), mărăcinar negru (Saxicola torquatus), turturică (Streptopelia turtur)
- amfibieni (1): triton cu creastă (Triturus cristatus)
- mamifere (3): liliac cârn (Barbastella barbastellus), liliac comun (Myotis myotis), liliacul mare cu potcoavă (Rhinolophus ferrumequinum)

Pe lângă speciile protejate, pe teritoriul sitului au mai fost identificate 26 de specii de plante, 5 specii de mamifere, 7 specii de nevertebrate, 1 specie de reptile.